# Руско-турски войни
Руско-турските войни са низ от войни между Русия и Османската империя, водени през XVII – XIX век. Сраженията между тях на Кавказкия фронт по време на Първата световна война и голямата битка при Молоди през 1572 година като част от руско-кримските войни също могат да се разглеждат като руско-турски войни. Така общият им брой става 13, а времето което обхващат – 351 години (1568 – 1918). През този период Русия и Турция са били в състояние на война 69 години. Средно една руско-турска война е била отделена от друга само с 25 години. Те са съпоставими само с 11-те Австро-турски войни продължили 264 години – започнали от 1527 г. и продължили до 1791 г.

## Предистория на конфликта
Отношенията между Русия и Турция се усложняват със завладяването от Османската империя на полуостров Крим (Кримското ханство и генуезкият град Кафа) през 1475 година. Причината за началото на конфликта е угнетението, на което са подложени руските търговци в Азов и Кафа от турците.
Впоследствие през XVI – XVII век руско-турските отношения са доста напрегнати. В допълнение към трудностите, които Турция е причинявала на Москва с постоянната си подкрепа на Кримския хан, е има и нови усложнения: донските казаци, считани за московски субекти, атакуват азовските казаци и ногайците, които султанът смята за свои поданици, и ги смущават. През 1637 г. донските и запорожки казаци превземат Азов и го удържат до 1643 г.
Първият въоръжен сблъсък между руснаците и турците датира от 1541 г., когато кримските татари с подкрепата на турците се придвижват към Москва под командването на Сахиб I Гирай.
През 1556 г. кримският хан отново настъпва срещу Москва. Цар Иван Грозни изпраща срещу него войводата Матей Иванович Ржевски, по прякор „Дяк“, който не само прогонва кримчаните, но и достига до долното течение на Днепър, към Очаков и тук разбива турците. Запорожките казаци помагат на Матей Ржевски в тази кампания. През 1558 г., по време на нов сблъсък с кримските татари, Данило Адашев настъпва в долното течение на Днепър, опустошава Крим и пленява два турски кораба.
През 1554 г. Руското царство започва военни действия срещу Астраханското ханство, което е съюзно на кримските татари и турците. В резултат ханството е завладяно през 1556 г.

## Войни
Първоначално войните са били за контрол на Северното Черноморие и Северен Кавказ, по-късно за Южен Кавказ, за правата на корабоплаване в Черноморските проливи, за правата на християните в Османската империя и за защитата на руския монарх за тях, а през втората половина на XIX век – господство и включване в областта на руското влияние (Източен въпрос); по време на Първата световна война руското правителство разглежда възможността за превземане на Константинопол и проливите.
| Име и години                                                   | Край                                                                            | Победител          |
| -------------------------------------------------------------- | ------------------------------------------------------------------------------- | ------------------ |
| Руско-турска война (1568 – 1570)                               | Победи на руските войски над кримските татари и на казаците над отоманския флот | Русия              |
| Битка при Молоди (1572) от Руско-кримската война (1571 – 1574) | Разгром на кримско-турската войска                                              | Русия              |
| Руско-турска война (1672 – 1681)                               | Бахчисарайски мирен договор                                                     | Неопределен        |
| Руско-турска война (1686 – 1700)                               | Константинополски мирен договор (1700)                                          | Русия              |
| Руско-турска война (1710 – 1713)                               | Одрински мирен договор (1713)                                                   | Турция             |
| Руско-турска война (1735 – 1739)                               | Белградски мирен договор (1739)                                                 | Неопределен        |
| Руско-турска война (1768 – 1774)                               | Кючуккайнарджийски мирен договор                                                | Русия              |
| Руско-турска война (1787 – 1792)                               | Яшки мирен договор                                                              | Русия              |
| Руско-турска война (1806 – 1812)                               | Букурещки договор (1812)                                                        | Русия              |
| Руско-турска война (1828 – 1829)                               | Одрински мирен договор (1829)                                                   | Русия              |
| Кримска война (1853 – 1856)                                    | Парижки мирен договор (1856)                                                    | Турция             |
| Руско-турска война (1877 – 1878)                               | Санстефански мирен договор – 3 март 1878                                        | Русия              |
| Първа световна война – Кавказки фронт (1914 – 1918)            | Брест-Литовски мирен договор, Карски договор                                    | Турция Неопределен |